# Asciugatrice

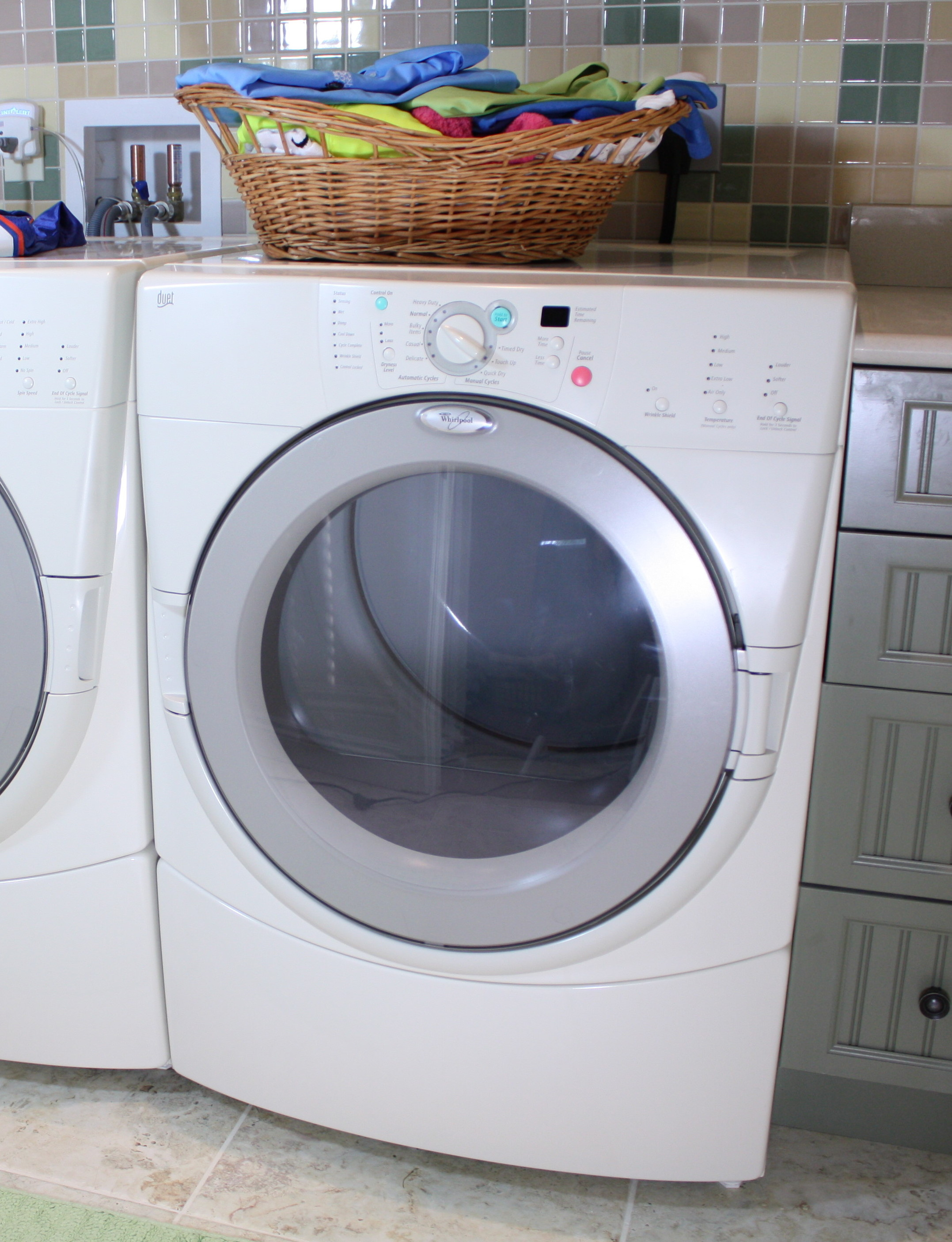
Una moderna asciugatrice a carica frontale di marca Whirlpool

L'asciugatrice (anche detta asciugabiancheria o essiccatoio) è un elettrodomestico che viene utilizzato per asciugare la biancheria ed altri prodotti tessili, in genere dopo il lavaggio in una lavatrice, asportando l'umidità dai tessuti.

## Storia
Nel 1800 fu creata un'asciugatrice a manovella dal francese M. Pochon. Nel 1892 George T. Sampson sviluppò e brevettò la prima asciugatrice automatica americana. Una sorta di essiccatori automatici erano stati utilizzati per la maggior parte del XIX secolo. Di solito si trattava di un metodo per accelerare l'essiccazione su una fiamma libera, con lo svantaggio di trasmettere ai vestiti l'odore del fumo e macchiarli di fuliggine. Sampson perfezionò il processo con una serie di aste di sospensione su una stufa appositamente progettata. Questo metodo è stato utilizzato fino alla diffusione degli essiccatori a gas ed elettrici tra la fine degli anni '30 e l'inizio degli anni '40.
Henry W. Altorfer inventò e brevettò un'asciugatrice elettrica nel 1937. J. Ross Moore, un inventore del Nord Dakota, sviluppò progetti per asciugatrici automatiche e pubblicò il suo progetto per un'asciugatrice ad azionamento elettrico nel 1938. Il designer industriale Brooks Stevens sviluppò un'asciugatrice elettrica con oblò in vetro all'inizio degli anni '40.

## Descrizione e funzionamento
La maggior parte delle asciugatrici sono costituite da un cestello, mantenuto in rotazione da un motore elettrico. Attraverso il condotto dell'aria, un flusso di aria calda e secca viene spinta all'interno del cestello da un sistema di ventilazione; l'aria calda si carica quindi dell'umidità dei tessuti, rimuovendola da essi. Il tamburo viene mantenuto costantemente in rotazione in modo da mantenere il cuscino d'aria tra gli articoli del carico; nei modelli più recenti il senso di rotazione è invertito periodicamente (come avviene per le lavabiancheria) in modo da evitare l'aggrovigliamento del carico.

## Tipi
Le asciugatrici possono essere:
- a ventilazione (o ad espulsione): l'aria umida viene direttamente espulsa all'esterno;
- a condensazione: l'aria umida passa attraverso un condensatore in cui viene deumidificata, per poi, una volta nuovamente secca, essere espulsa all'esterno oppure venire immessa nuovamente nel cestello, compiendo un percorso chiuso. L'acqua di condensa può essere raccolta in una vaschetta (in cui viene convogliata solitamente tramite una pompa) oppure scaricata all'esterno tramite un tubicino in gomma, che può essere allacciato ad uno scarico permanente;
- a centrifuga (o idroestrattori): non fanno uso di aria calda ma di un cestello che viene fatto ruotare a velocità molto elevata, in modo da estrarre l'acqua contenuta nei capi sfruttando la forza centrifuga.[6]

Solo per i primi due tipi, basati sull'utilizzo di un flusso di aria, si può parlare di vere e proprie "asciugatrici", in quanto possono rimuovere la totalità dell'acqua presente nella biancheria, mentre le asciugatrici a centrifuga riducono sensibilmente l'umidità presente dopo il lavaggio ma non possono estrarre completamente tutta l'acqua.
Il riscaldamento dell'aria può essere ottenuto attraverso:
- Una resistenza elettrica: tecnologia che in origine era la più comune, adesso è meno diffusa a causa dell'elevato consumo elettrico;
- Una pompa di calore: tecnologia maggiormente diffusa al giorno d'oggi[tempo relativo], è del tutto analoga al sistema utilizzato dai climatizzatori e dai frigoriferi, impiegando un compressore ed un circuito caricato con gas refrigerante (di solito R134a) che estraggono il calore dall'aria esterna alla macchina e lo utilizzano per riscaldare l'aria prodotta dal ventilatore.
- Un bruciatore a gas: questa tecnologia in Europa è utilizzata soprattutto per le asciugatrici industriali, mentre in America è diffusissima nei modelli domestici; in questo caso in genere si tratta di macchine ad espulsione in cui l'aria umida viene scaricata all'esterno insieme con i residui della combustione del gas.
- Ricircolo di acqua calda: sfrutta il recupero di calore.

## Efficienza energetica

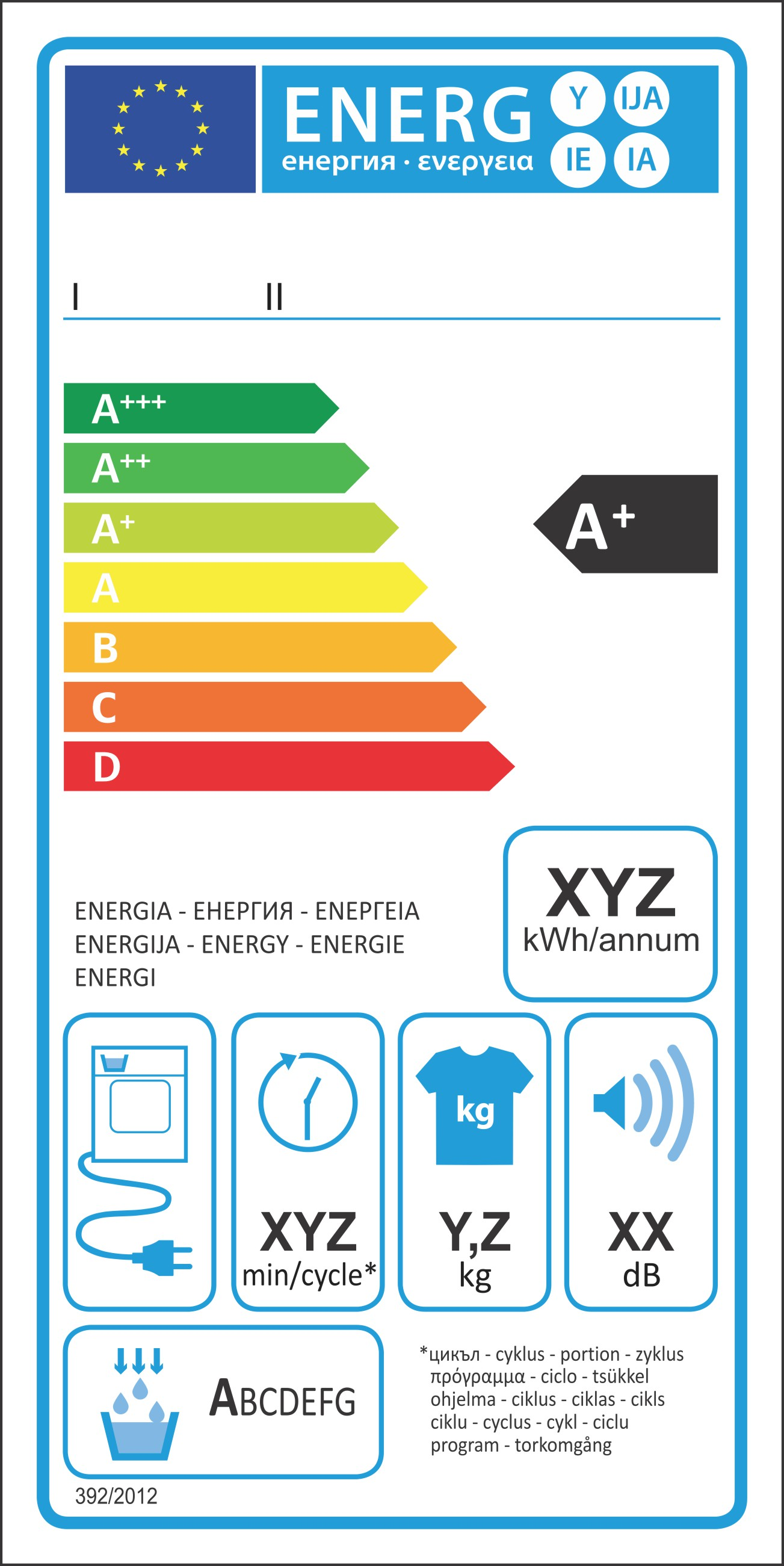
Facsimile di etichetta energetica europea per un'asciugatrice

Nell'Unione Europea le asciugatrici devono essere provviste di un'etichetta obbligatoria di valutazione dell'efficienza energetica, oltre a seguire gli obblighi della Direttiva Ecodesign.